# رز هاموند
رز هاموند (انگلیسی: Roz Hammond؛ زادهٔ) بازیگر، نویسنده اهل استرالیا است. وی از سال ۱۹۹۳ میلادی تاکنون مشغول فعالیت بوده است.